# ریو اسو، کالیفرنیا
ریو اسو (به انگلیسی: Rio Oso) یک منطقهٔ مسکونی در ایالات متحده آمریکا است که در شهرستان سوتر، کالیفرنیا واقع شده‌است. ریو اسو ۱۶٫۹۲۰ کیلومتر مربع مساحت و ۳۵۶ نفر جمعیت دارد و ۱۵٫۸۵ متر بالاتر از سطح دریا واقع شده‌است.